# Lafayette Square (St. Louis)
Lafayette Square ist ein Stadtviertel in St. Louis, Missouri. Es wird im Norden durch die Chouteau Avenue und im Süden durch den Interstate 44 begrenzt, östlich reicht es bis zur Dolman Street und im Westen bis zur South Jefferson Avenue. Es umgibt den Lafayette Park. Dieser ist dïe älteste öffentliche Parkanlage in St. Louis und wurde 1836 angelegt, und dementsprechend ist auch das Stadtviertel eines der ältesten in der Stadt. Als das Stadtviertel angelegt wurde, war es eines der modernsten in St. Louis. Nachdem ein Tornado 1896 das Viertel verwüstete, setzte der Niedergang ein. Die Belastungen durch die Industrialisierung der näheren Umgebung sowie der Bau von Fernstraßen wirkte nicht gerade förderlich für die Entwicklung der Straßenzüge um den Lafayette Square. Doch seit den 1970er Jahren kaufen und renovieren die Einwohner die älteren Häuser in dem Stadtviertel. Inzwischen sind die meisten Häuser restauriert und das Stadtviertel besteht aus vielen Geschäften und Restaurants.

## Geschichte
Von Beginn der Besiedlung Saint Louis’ durch französische Siedler im Jahr 1764 wurde das Land, das heute zu Lafayette Square gehört, als Allmendweide für das Vieh der Siedler genutzt. Es war nie im Privatbesitz. Dieses Gelände wurde zum Lagerplatz von Wegelagerern, die Reisende durch das Gebiet ausraubten. Unter US-amerikanischer Herrschaft erlangte Bürgermeister Darby die Genehmigung der Staatsregierung, dieses Gebiet zu verkaufen, um dadurch die kriminellen Elemente aus der Gegend zu vertreiben. Als die Stadt mit dem Verkauf begann, reservierte der Board of Aldermen etwa 30 Acre (rund 12 Hektar) zur allgemeinen Erholung. Dieser Park wurde durch eine Straße auf jeder Seite begrenzt, wobei die im Süden vorbeiführende Straße zu Ehren des Generals Marie-Joseph Motier, Marquis de La Fayette benannt wurde, der Saint Louis einige Jahre zuvor besucht hatte.
Eine Immobilienpanik zwang 1837 diejenigen, die Land um den Platz herum gekauft hatten, ihre Zahlungen einzustellen, sodass die Grundstücke an die City rückübertragen wurden. Zu Beginn der 1850er Jahre, nachdem die Gerichte die Eigentümerschaft dieser Grundstücke geklärt hatten, erwarben mehrere prominente Bürger von Saint Louis den Großteil des Landes, der an das südliche Ende des Parkes grenzte. Sie erbauten teure Häuser an der Lafayette Avenue und versicherten sich durch die Gesetzgebung des Bundesstaates der Verhinderung „jeglicher Belästigungen innerhalb einer Distanz von 600 Fuß vom Park“. Am 12. November 1851 wurde der Park durch die Stadtsatzung Nr. 2741 als „Lafayette Square“ benannt. 1856 hatten Bauunternehmer mit dem Verkauf von Parzellen an der westlichen Grenze des Parks, entlang der Missouri Avenue begonnen und 1858 verkaufte man auch Baugrundstücke an der Ostseite an der Mississippi Avenue. An der Park Avenue am nördlichen Rand des Parks wurden die Parzellen in den 1870er Jahren bebaut.
Von den 1850er bis in die 1870er Jahre wurden Finanzmittel der Anwohner und aus städtischen Kassen verwendet, um den Platz zu verbessern. Zu diesen Verbesserungen gehörten Anpflanzungen von Bäumen, Gebüsch, das Schottern der Wege und Einzäunungen sowie die Veranstaltung von Freiluftkonzerten. Eine Zeitung rief nach mehr Mitteln für die Verbesserung und schrieb, dass der Platz nur „ordentlich verbessert werden muss, um einer der attraktivsten Plätze in den Vereinigten Staaten zu sein“. Während des Sezessionskrieges blieb der Lafayette Square von den Unruhen verschont, die andere Stadtparks plagten. Nach dem Ende des Krieges wurde das Kriegsrecht aufgehoben, und der Handel mit Grundstücken ging wieder seinen gewohnten Gang.
Die erste Konzertbühne wurde 1867 erbaut, was zusammenfiel mit der Eröffnung des Benton Place, einer Privatstraße abseits der Park Avenue. 1868 versammelten sich 25.000 bis 40.000 Menschen, um der Enthüllung einer Bronzestatue von Senator Thomas Hart Benton beizuwohnen. Im Jahr darauf wurde in dem Park eine von sechs Exemplaren von Houdons lebensgroßer Marmorskulptur George Washingtons aufgestellt. Ende der 1860 gewann der Architekt Francis Tunica den Designwettbewerb zum Bau eines eisernen Zauns um den Platz. Dieser wurde 1869 vollendet.
Die Zeitung Daily Democrat schrieb am 27. Juni 1870:

„Wenn man in der Stadt herumschaut und die Verbesserungen beobachtet, so sind wir beglückt mit dem großen Fortschritt, der in der Umgebung von Lafayette Park gemacht wurde. Innerhalb von zwei Jahren sind einige der schönsten Wohnsitze in der Stadt errichtet worden und die Arbeiten schreiten fort. Die Schönheit des Geländes, die Lage oberhalb der Stadt, der Charakter der Bauten, die hübschen, schattenspendenden Bäume, weiten Straßen und die Erreichbarkeit des Zentrums durch zwei Pferdebahnlinien, die Beschränkungen (durch die Satzung) hinsichtlich des Baus von umstrittenen Gebäuden oder die Ausführung von strittigen Gewerben, alles zusammen sollte dieses Viertel zu einem der zu Wohnzwecken begehrtesten der Stadt machen.“

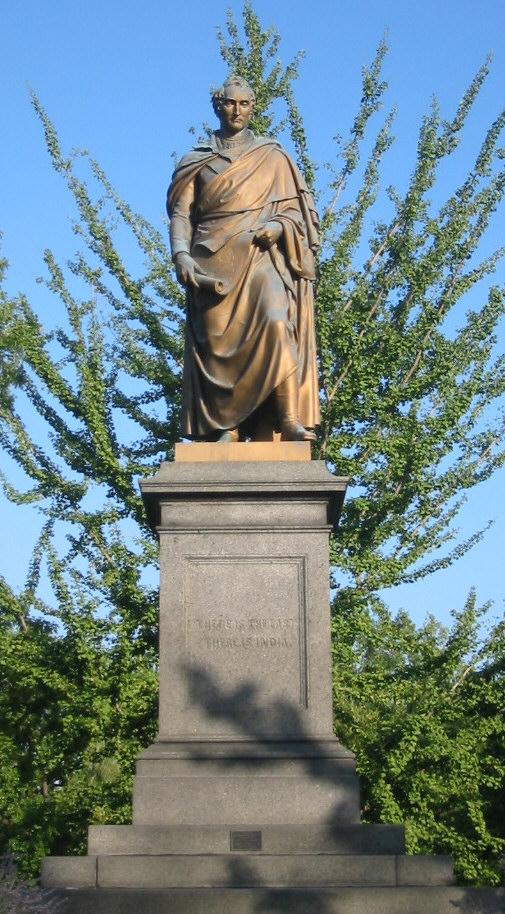
Statue von Senator Thomas Hart Benton, geschaffen von Harriet Hosmer

Die 1870er Jahre markierten eine Zeit, in der der Platz und seine Umgebung blühten, vor allem durch die Bebauung des Benton Place an seiner Nordseite und durch die regelmäßigen Platzkonzerte an Donnerstagen und Sonntagen, die tausende von Flanierenden anzogen. Zwischenzeitlich wurde der Park von dreizehn Gärtnern unterhalten. In den 1880er und 1890er Jahren kam es zu einem Wachstum des Stadtviertels und zunehmender Bedeutung der örtlichen Kirchen und Schulen.
Am 27. Mai 1896 wurde der Lafayette Square weitgehend durch einen Tornado zerstört. Der Sachschaden ging in die Millionen und die Auswirkungen des Tornados töteten eine Reihe von Anwohnern. Durch die Windhose wurden fast alle Bäume in dem Park und auch am Benton Place entwurzelt, der Zaun beschädigt und die Bühne der Musikkapelle zerstört. Ebenfalls zerstört wurden der Union Club und die methodistische Kirche an der Kreuzung von Jefferson und Lafayette Avenue. Beschädigt wurden auch die presbyterianische Kirche und viele Häuser am Platz. Das Dach der Unitarian Church wurde abgedeckt. Einige der Bewohner zogen weg, die anderen blieben und begannen mit dem Wiederaufbau, der 1904 so weit fortgeschritten war, dass der Platz bei der Weltausstellung 1904 von besuchenden ausländischen Landschaftsarchitekten besonders Lob erhielt.
Der Missouri Supreme Court erklärte 1923 den 1918 beschlossenen Bebauungsplan für verfassungswidrig und Gewerbebetriebe begannen mit dem Erwerb von Parzellen in dem Stadtviertel. Was der Tornado von 1896 begonnen hatten und die Verbreitung von Tankstellen und Lebensmittelmärkten fortsetzen, beschleunigte die Weltwirtschaftskrise. Am Ende des Zweiten Weltkrieges hatte das Stadtviertel, das einst die Perle der Stadt war, seinen Tiefpunkt erreicht, in dem nur noch die Armen und Glücklosen wohnten.